# Family Circle Cup 2014
Family Circle Cup 2014 byl tenisový turnaj ženského profesionálního okruhu WTA Tour, hraný v areálu Family Circle Tennis Center na otevřených dvorcích se zelenou antukou. Konal se mezi 31. březnem až 7. dubnem 2014 v jihokarolínském Charlestonu jako 42. ročník turnaje.
Rozpočet turnaje činil 710 000 dolarů. V rámci WTA Tour se řadil do kategorie WTA Premier Tournaments. Představoval jedinou událost tenisové sezóny hranou na zelené antuce.
Obhájkyní singlového titulu byla americká první hráčka světové klasifikace Serena Williamsová, která po volném losu překvapivě podlehla Slovence Janě Čepelové. Ta zaznamenala největší výhru své kariéry a první vítězství nad světovou jedničkou a následně prošla do svého premiérového finále na okruhu WTA Tour, v němž nestačila na Andreu Petkovicovou. Bodový zisk znamenal pro Čepelovou kariérní maximum na žebříčku WTA, když v pondělním vydání ze 7. dubna 2014 figurovala na 51. příčce.

## Distribuce bodů
| Soutěž      | Vítězové | F   | SF  | ČF  | 16 v kole | 32 v kole | 64 v kole | Q  | Q2 | Q1 |
| ----------- | -------- | --- | --- | --- | --------- | --------- | --------- | -- | -- | -- |
| dvouhra žen | 470      | 305 | 185 | 100 | 55        | 30        | 1         | 25 | 13 | 1  |
| čtyřhra žen | 470      | 305 | 185 | 100 | 1         |           |           |    |    |    |

## Ženská dvouhra

### Nasazení
| Stát          | Hráčka              | WTA1) | Nasazení |
| ------------- | ------------------- | ----- | -------- |
| Spojené státy | Serena Williamsová  | 1.    | 1.       |
| Srbsko        | Jelena Jankovićová  | 6.    | 2.       |
| Itálie        | Sara Erraniová      | 10.   | 3.       |
| Německo       | Sabine Lisická      | 15.   | 4.       |
| Spojené státy | Sloane Stephensová  | 16.   | 5.       |
| Kanada        | Eugenie Bouchardová | 19.   | 6.       |
| Austrálie     | Samantha Stosurová  | 20.   | 7.       |
| Rumunsko      | Sorana Cîrsteaová   | 26.   | 8.       |
| Česko         | Lucie Šafářová      | 27.   | 9.       |
| Rusko         | Maria Kirilenková   | 29.   | 10.      |
| Spojené státy | Venus Williamsová   | 31.   | 11.      |
| Slovensko     | Daniela Hantuchová  | 33.   | 12.      |
| Rusko         | Jelena Vesninová    | 35.   | 13.      |
| Německo       | Andrea Petkovicová  | 37.   | 14.      |
| Spojené státy | Madison Keysová     | 38.   | 15.      |
| Čína          | Čang Šuaj           | 41.   | 16.      |

- 1) Žebříček WTA k 17. březnu 2014.

### Jiné formy účasti
Následující hráčky obdržely divokou kartu do hlavní soutěže:
- Melanie Oudinová
- Naděžda Petrovová
- Shelby Rogersová

Následující hráčky postoupily z kvalifikace:
- Belinda Bencicová
- Kiki Bertensová
- Jarmila Gajdošová
- Alla Kudrjavcevová
- Michelle Larcherová de Britová
- Grace Minová
- Lesja Curenková
- Čeng Saj-saj

### Odhlášení
před zahájením turnaje
- Alizé Cornetová
- Casey Dellacquová
- Polona Hercogová
- Světlana Kuzněcovová
- Bethanie Matteková-Sandsová (hip injury)
- Anastasija Pavljučenkovová
- Galina Voskobojevová

### Skrečování
- Kiki Bertensová (poranění zad)

## Ženská čtyřhra

### Nasazení
| Stát          | Hráčka                  | Stát          | Hráčka                 | WTA1 | Nasazení |
| ------------- | ----------------------- | ------------- | ---------------------- | ---- | -------- |
| Tchaj-wan     | Sie Šu-wej              | Čína          | Pcheng Šuaj            | 3.   | 1.       |
| Česko         | Květa Peschkeová        | Česko         | Lucie Šafářová         | 24.  | 2.       |
| Spojené státy | Raquel Kopsová-Jonesová | Spojené státy | Abigail Spearsová      | 36.  | 3.       |
| Německo       | Julia Görgesová         | Německo       | Anna-Lena Grönefeldová | 41.  | 4.       |

- 1 Žebříček WTA k 17. březnu 2014; číslo je součtem žebříčkového postavení obou členek páru.

### Jiné formy účasti
Následující páry obdržely divokou kartu do hlavní soutěže:
- Eugenie Bouchardová /  Taylor Townsendová
- Sorana Cîrsteaová /  Maria Kirilenková
- Jelena Jankovićová /  Andrea Petkovicová

Následující pár nastoupil do hlavní soutěže z pozice náhradníků:
- Jarmila Gajdošová /  Čeng Saj-saj

### Odhlášení
před zahájením turnaje
- Barbora Záhlavová-Strýcová (poranění levého zápěstí)

### Skrečování
- Pcheng Šuaj (natažení břišního svalstva)
- Anastasia Rodionovová

## Přehled finále

### Ženská dvouhra
- Andrea Petkovicová vs.  Jana Čepelová, 7–5, 6–2

### Ženská čtyřhra
- Anabel Medinaová Garriguesová /  Jaroslava Švedovová vs.  Čan Chao-čching /  Čan Jung-žan, 7–6(7–4), 6–2